# Périgueux
Périgueux [peʁiɡø] (okzitanisch Peiregús) ist eine französische Stadt und eine Gemeinde (commune) in der Region Nouvelle-Aquitaine und mit 29.876 Einwohnern (Stand 1. Januar 2022) die größte Stadt im Département Dordogne. Die Stadt ist Sitz der Präfektur des Départements. Die Bewohner werden Pétrocoriens und Pétrocoriennes genannt.
Die Gemeinde erhielt 2022 die Auszeichnung „Vier Blumen“, die vom Conseil national des villes et villages fleuris (CNVVF) im Rahmen des jährlichen Wettbewerbs der blumengeschmückten Städte und Dörfer verliehen wird.

## Lage und Klima

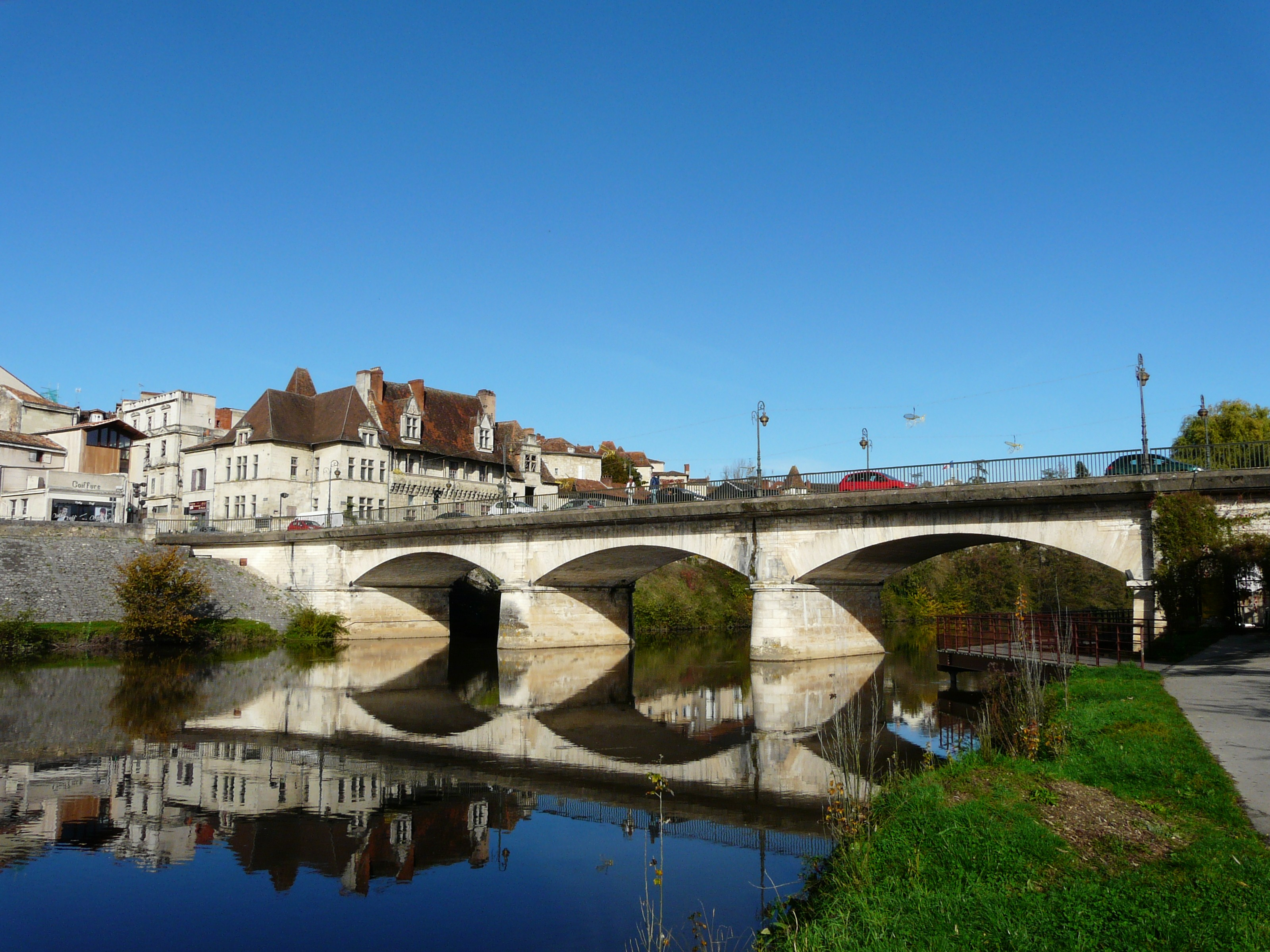
1862 eröffnete Straßenbrücke Pont des Barris über die Isle

Die Stadt Périgueux liegt am Fluss Isle im Zentrum der alten Kulturlandschaft des Périgord in einer Höhe von ca. 90 m. Die Entfernung nach Bordeaux beträgt ca. 135 km in südwestlicher Richtung; die Stadt Limoges ist ca. 100 km in nordöstlicher Richtung entfernt. Das Klima ist gemäßigt; Regen (ca. 885 mm/Jahr) fällt gleichmäßig übers Jahr verteilt.

## Geschichte

### Antike
Die sogenannte Nekropole von Édon wird von den aus Kalksteinplatten bestehenden „Dolmen de la Pierre Rouge“, dem „Dolmen de la Gélie“ und dem „Menhir de la Pierre Debout“ gebildet. Die „Nekropole von Édon“ ist keine Anhäufung mehrerer jungsteinzeitlicher Megalithanlagen, sondern zweier – etwa einen Kilometer voneinander entfernter Standorte. Das Ensemble ist jedoch unter dieser Bezeichnung seit 1989 als Monument historique anerkannt. 
Die Geschichte von Périgueux beginnt mit einer Ansiedlung der keltischen Petrocorier, die nach der Eroberung Galliens (52 v. Chr.) durch die Römer zu einer Stadt mit dem Namen Vesunna ausgebaut wurde, die in den folgenden Jahrhunderten eine nicht unbedeutende Provinzstadt war. Der Überlieferung nach wirkte hier der Heilige Fronto noch in römischer Zeit als Missionar und Bischof. Die Stadt verfügte damals über ein Amphitheater mit annähernd 10.000 Plätzen und war vollständig mit einer Stadtmauer umgeben. Beide Bauwerke sind noch in Resten erhalten, wobei die Arena nurmehr aus wenigen Mauertrümmern innerhalb eines Parks besteht und die gallorömische Stadtmauer größtenteils in spätere Wohnbebauung integriert wurde.

### 900–1500

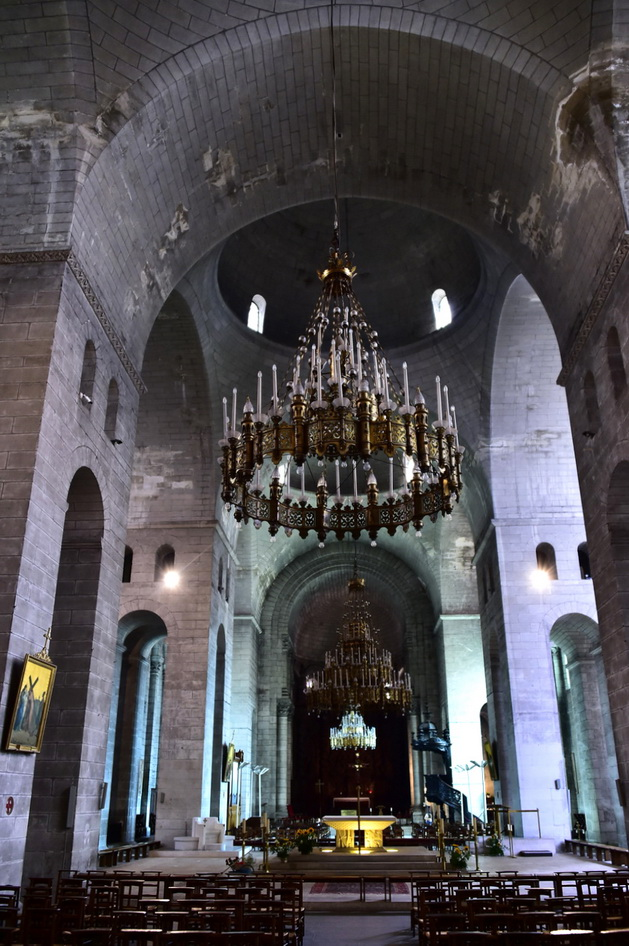
Kathedrale Saint-Front, Innenansicht

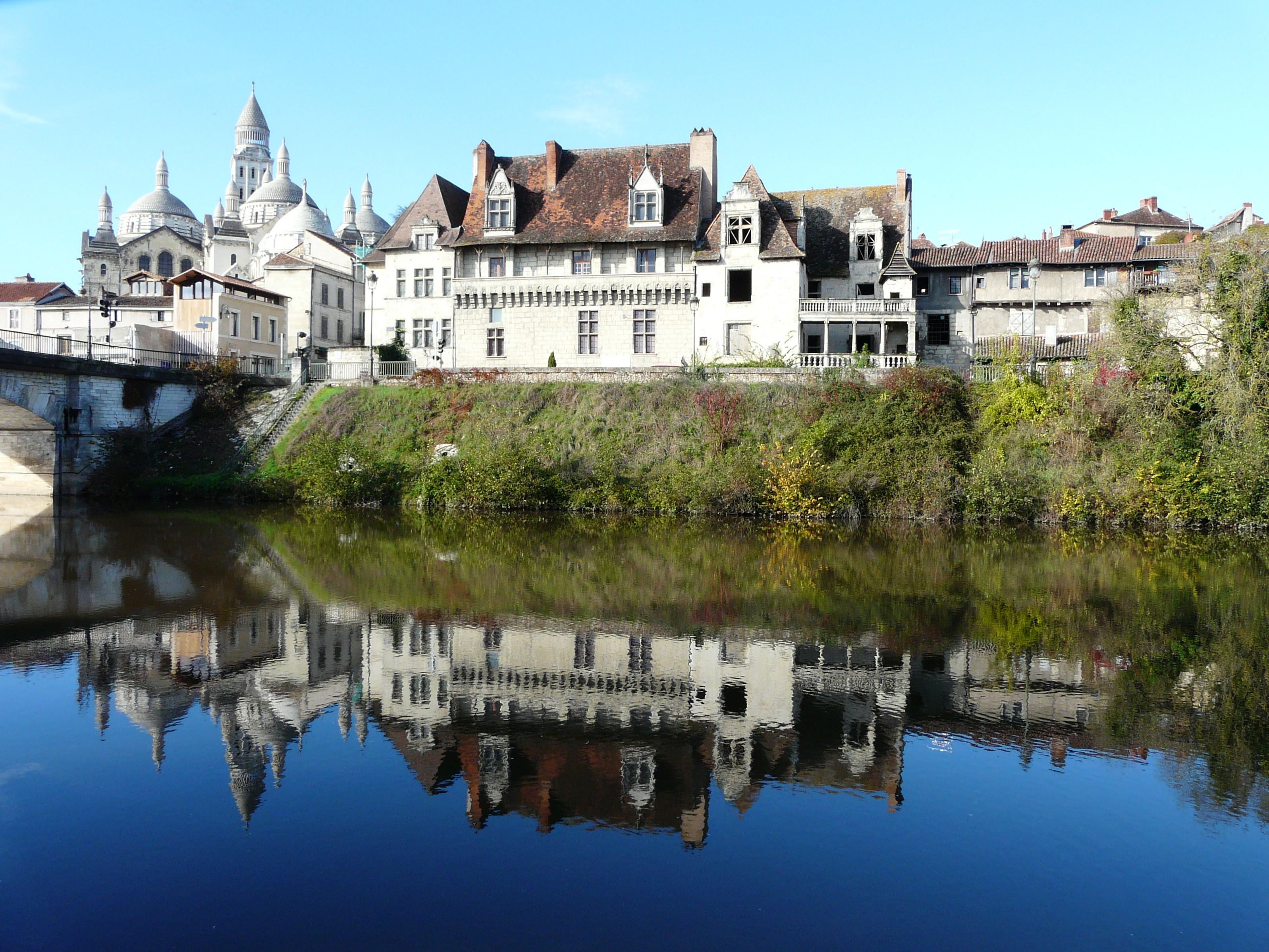
Maison des Consuls (Mitte) an der Isle, Profanbau aus der Renaissance

Über das Schicksal von Vesunna zur Zeit der Völkerwanderung ist wenig bekannt. Einen bedeutenden Aufschwung erfuhr der Ort, als um 900 auf einer Anhöhe auf dem rechten Ufer der Isle – ca. 500 Meter entfernt – der Lokalheilige Saint Front bestattet wurde. Ihm zu Ehren wurde eine Kirche errichtet, die sich bald zum Wallfahrtsort entwickelte. Rund um diese Kirche entstand eine Ansiedlung, die zunächst den Namen Puy-Saint-Front trug und wesentlich rascher wuchs als der ursprüngliche Siedlungskern. Bedeutend für die Pilgerbesuche war auch die Lage des Grabmals an einer der Hauptrouten nach Santiago de Compostela.
Im 11. Jahrhundert wurde die Kirche zugunsten der wesentlich größeren Kuppelkirche Saint-Front abgebrochen. Es entstand eine romanische Basilika mit dem Grundriss eines griechischen Kreuzes, deren vier gleich lange Schiffe mit je einer Kuppel überkrönt wurden. Die Vierung zwischen den Schiffen trägt eine fünfte, noch größere Kuppel. Es ist ein für die damalige Zeit gewaltiger Bau, der noch heute durch seine harmonischen Formen und seine Ausmaße überrascht. Zur selben Zeit erhielt Puy-Saint-Front eine Stadtmauer, die mit 28 Türmen bewehrt war und ein Gebiet umgrenzte, das die gesamten damaligen Wohnviertel bis hinunter zur Isle beherbergte.
Erst 1240 vereinigten sich die beiden Siedlungen zur Stadt Périgueux, die Hauptstadt der Grafschaft Périgord wurde. Das antike Vesunna wurde fortan „La Cité“ genannt, Puy-Saint-Front dagegen „Le Bourg“. Es war dies die erste Blütezeit von Périgueux: Die schiffbare Isle wurde für regen Warenaustausch mit der Umgebung genutzt und viele Güter wurden über den Seehafen von Bordeaux abgewickelt. Gleichzeitig wurde Périgueux während des Hundertjährigen Krieges zu einem bedeutenden Garnisonsstandort: Die Grenze zwischen englischem und französischem Territorium verlief nur etwa 50 Kilometer südlich, in etwa dem Lauf der Dordogne folgend. Da im Mittelalter stehende Heere noch unüblich waren, wurden Klöster und Stifte, aber auch die Bourgeoisie, verpflichtet, durchziehende Soldaten zu beherbergen. Daran erinnert noch die Rue de l’Aubergerie, in der einige stolze Bürgerhäuser aus dem 13. bis 15. Jahrhundert erhalten sind. Im 15. Jahrhundert erhielt Périgueux dann eine neue Ummauerung, die nun sowohl die Cité als auch den Bourg umschloss.

### Neuzeit
Eine zweite Blüte erfuhr die Stadt zur Zeit des Atlantischen Seehandels, der sich an die Entdeckung Amerikas 1492 anschloss. Bordeaux, nun wieder zu Frankreich gehörend, konnte eine besondere Stellung im Atlantischen Sklavenhandel zwischen Europa, Afrika und Amerika erlangen, wovon Périgueux nachhaltig profitierte. Es entstanden prächtige Bürgerhäuser im Renaissance-Stil, die noch heute die Altstadt prägen. Am Ufer der Isle wurden Residenzen für die ansässigen Konsuln errichtet. Über den Flusshafen wurden Güter aus dem gesamten Umland umgeschlagen – insbesondere der Wein, der eine hohe Reputation in der ganzen Welt besaß.
Die folgenden Jahrhunderte waren eine Zeit stetigen Niedergangs. Die Religionskriege trafen die Region hart; die fähigsten Kaufleute und Handwerker, die sich mehrheitlich der Reformation angeschlossen hatten, verließen das Land. Die stark zerstörte romanische Kathedrale St. Étienne konnte nicht gänzlich wiederhergestellt werden; daher wurde 1669 die Pilgerkirche St. Front zur Kathedrale erhoben (Kathedrale St. Front). Ab der Zeit von Ludwig XIV. verlor der regionale Adel endgültig seine politische Bedeutung, die wirtschaftlichen und militärischen Schwerpunkte verlagerten sich in andere Regionen, so dass Périgueux stark an Bedeutung einbüßte. Auch die Errichtung einer Präfektur für das neu geschaffene Département Dordogne Ende des 18. Jahrhunderts änderte daran wenig.

### 19. Jahrhundert

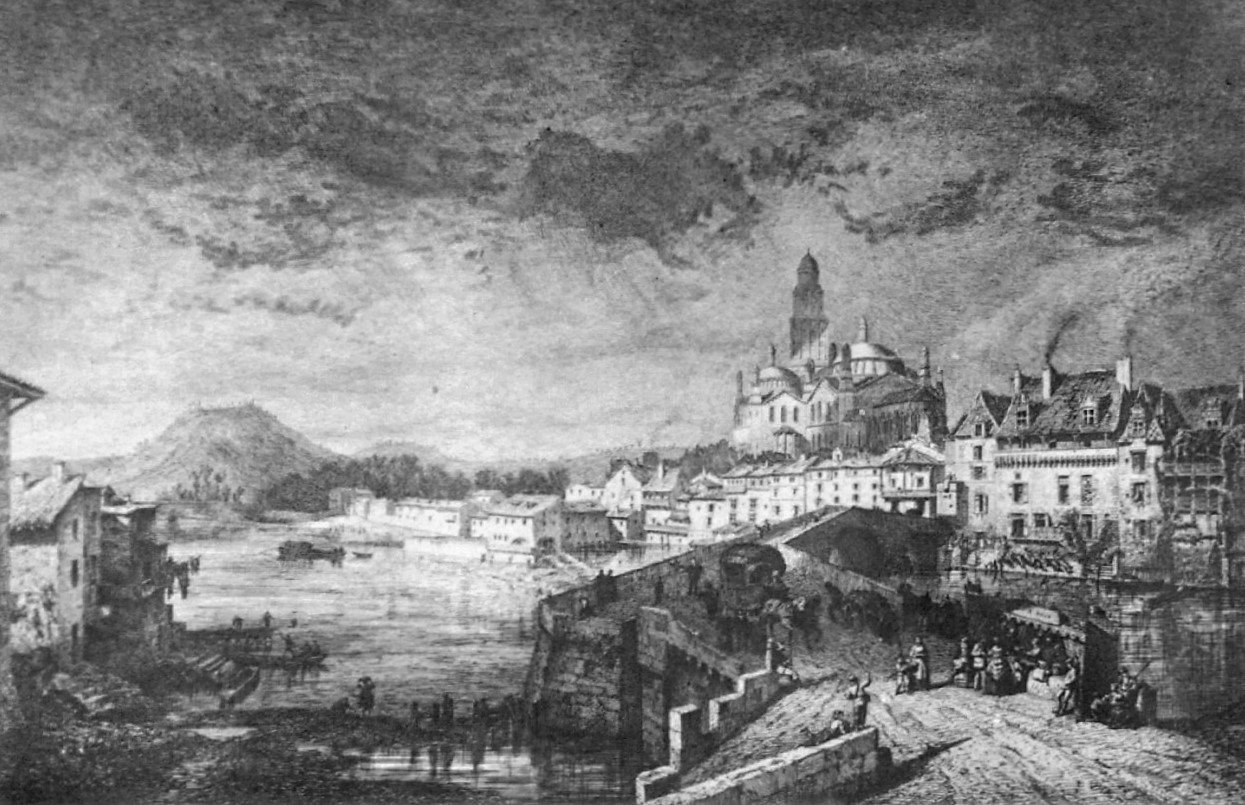
Périgueux im Jahr 1846 (Gemälde von Léo Drouyn)

Ein wirtschaftlicher Schub erfolgte in der zweiten Hälfte des 19. Jahrhunderts, als die Stadt an das Eisenbahnnetz angeschlossen wurde und dort eines der größten Ausbesserungswerke Frankreichs errichtet wurde. In dieser Zeit wurden die Stadtmauern niedergelegt und durch einen Boulevard ersetzt; zwischen historischem Kern und dem Bahnhof entstanden neue Stadtviertel und es wurden ein öffentlicher Park und Alleen angelegt. Die Kathedrale St.Front, die vom Verfall bedroht war, wurde vollständig renoviert, wobei der beauftragte Architekt Paul Abadie allerdings zum Teil des Guten zu viel tat und die Kuppeln mit historisch unzutreffenden Säulentürmchen und kleinen Figuren bekrönte, um den byzantinischen Charakter des Baus zu betonen. Nach dem Vorbild von St. Front errichtete Abadie später die Basilique du Sacré-Cœur in Paris. Diese kurze Zeit wirtschaftlicher Prosperität endete mit der völligen Vernichtung der Weinkulturen durch die Reblaus und einigen schweren Absatzkrisen für landwirtschaftliche Produkte um die Jahrhundertwende, wodurch die ganze Region einer wichtigen wirtschaftlichen Basis beraubt und durch die Abwanderung zunehmend entvölkert wurde.

### 20. Jahrhundert

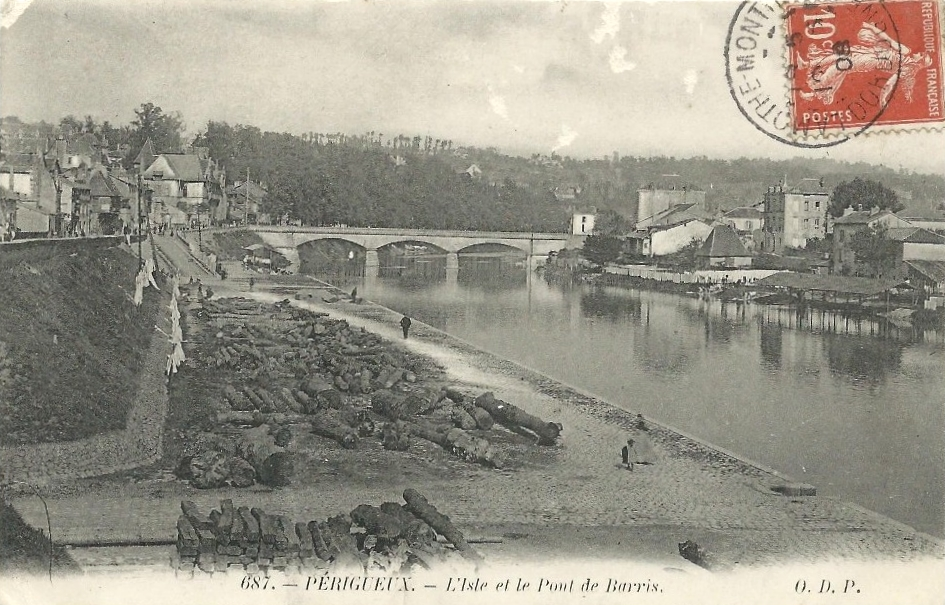
Die Isle und der Pont de Barris (1908)

Im 20. Jahrhundert entwickelte sich Périgueux zunächst kaum. Die einzige wirtschaftliche Neuansiedlung von Bedeutung war die Briefmarkendruckerei der französischen Staatspost, die aber den Mangel an industrieller Basis und schlechter Verkehrsanbindung nicht ausgleichen konnte. Erst in den 1970er Jahren kam wieder Bewegung in die Stadt: Die gesamte Altstadt wurde zum nationalen Kulturdenkmal erhoben und erfuhr in der Folgezeit eine erhebliche Aufwertung. Es sind nahezu alle historischen Bauten nach historischem Vorbild renoviert bzw. wiederhergestellt worden, wodurch ein außergewöhnlich schönes Stadtbild entstand. Die Kathedrale Saint-Front steht heute als Teil des Weltkulturerbes „Wege der Jakobspilger in Frankreich“ unter dem Schutz der UNESCO. Hierdurch hat sich auch der Tourismus entwickeln können.
Da im Jahr 1940 Millionen Menschen aus Nordfrankreich vor den heranrückenden Soldaten der deutschen Wehrmacht flohen, stieg die Einwohnerzahl von Périgueux im Juni jenes Jahres vorübergehend von 37.000 auf 80.000 Personen an.

## Bevölkerungsentwicklung
| Jahr      | 1800 | 1851   | 1901   | 1954   | 1999   | 2018   |
| Einwohner | 5733 | 13.547 | 31.976 | 40.785 | 30.193 | 30.060 |

Der kontinuierliche Bevölkerungsanstieg im ausgehenden 19. und in der ersten Hälfte des 20. Jahrhunderts ist im Wesentlichen auf die Zuwanderung aus den Dörfern der Umgebung zurückzuführen, deren Einwohner wegen der Reblauskrise im Weinbau und der zunehmenden Mechanisierung der Landwirtschaft abwanderte. Ende des 20. Jahrhunderts bevorzugten viele Städter wieder das Leben auf dem Lande.

## Wirtschaft
Die Stadt bildet den wirtschaftlichen und kulturellen Mittelpunkt der in hohem Maße land- und forstwirtschaftlich geprägten Landschaft des Périgord; der in früheren Zeiten durchaus bedeutsame Weinbau spielt nach der Reblauskrise nur noch eine untergeordnete Rolle.

## Verkehr

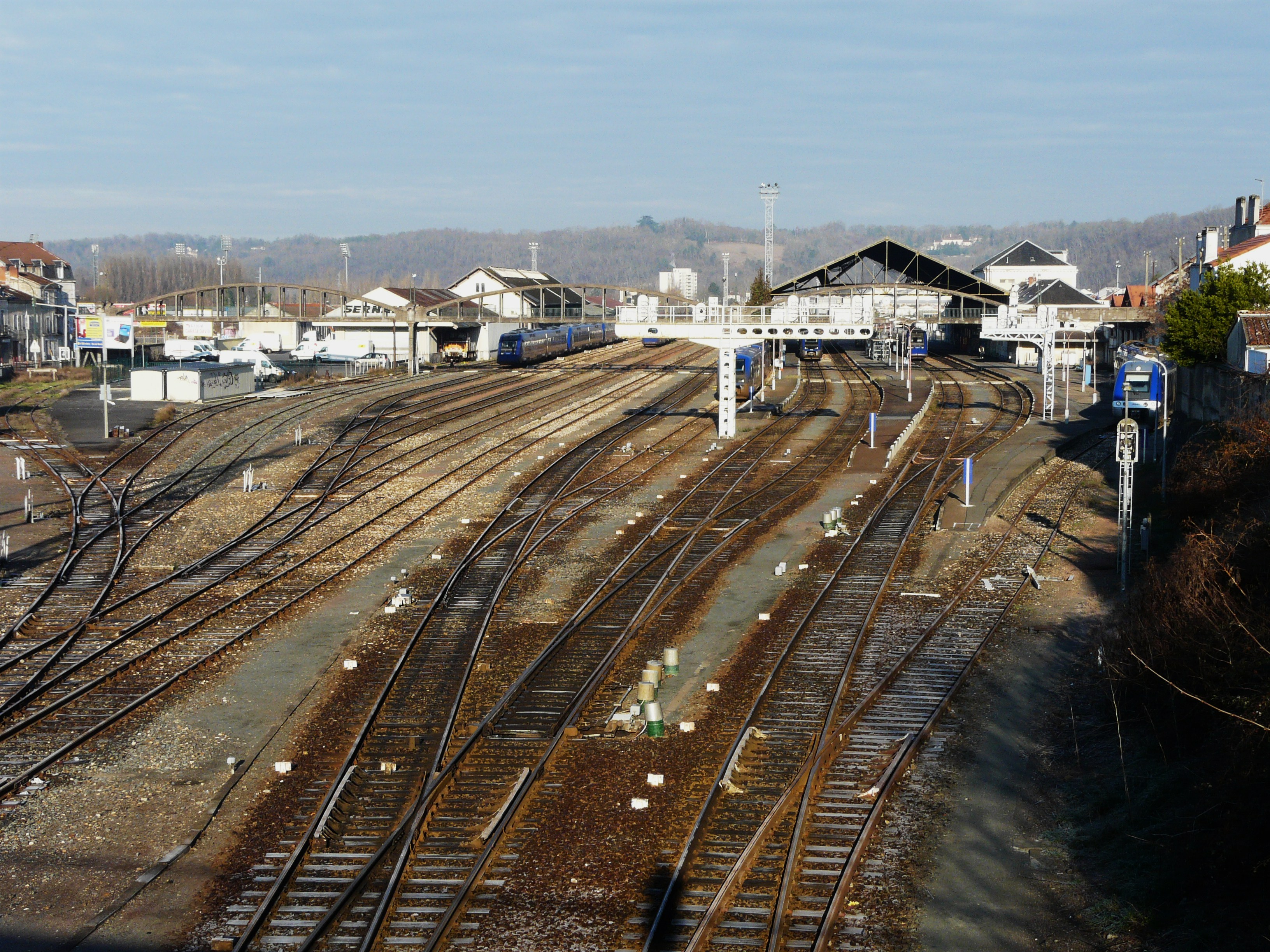
Bahnhof

Périgueux hat einen Bahnhof an der Bahnstrecke Coutras–Tulle, deren Abschnitt Coutras–Périgueux am 20. Juli 1857 von der Compagnie du chemin de fer de Paris à Orléans (PO) eröffnet wurde. Im September 1860 wurde die Strecke über die Stadt hinaus bis Brive verlängert, 1863 kam eine Zweigstrecke nach Limoges hinzu. Aktuell wird der Bahnhof von Regionalzügen des TER Nouvelle-Aquitaine bedient.
Südlich der Stadt verläuft die Autobahn A 89. Ab 1824 war die Stadt mit den Nationalstraßen N 21, N 89 und N 139 an das französische Fernstraßennetz angebunden. Diese sind wegen parallel verlaufender Autobahnen mittlerweile zu Departementsstraßen (D 6021, D 6089 und D 939) abgestuft.
Der Flughafen Périgueux liegt etwa acht Kilometer östlich des Stadtzentrums.

## Sehenswürdigkeiten

### Baudenkmale
Die Kathedrale der Stadt ist die größte in Südwestfrankreich. Letzter erhaltener Wachturm von ursprünglich 28 ist der Tour Mataguerre am südwestlichen Altstadtrand. Die Stadt verfügt über eine Reihe noch sehr gut erhaltener Wohngebäude seit dem 15. Jahrhundert. Besonders sehenswert sind das Hôtel de Ladouze (16, rue Aubergerie), das Gebäude in der Rue des Farges 4–6, in dem zeitweilig Bertran du Guesclin gewohnt haben soll, und das Maison du Pâtissier (Rue St. Louis). Etwas außerhalb der Altstadt stehen die Ruinen des in der Französischen Revolution zerstörten Château Barrière, dessen Ursprung aus dem 12./13. Jahrhundert stammen soll.

### Museen
Die Stadt besitzt zwei größere Museen: Das Musée gallo-romain zur Geschichte der Römerstadt Vesunna und das Museum für Kunst und Archäologie des Périgord (MAAP, Musée d'Art et d'Archéologie du Périgord). Zudem gibt es ein Museum zur Militärgeschichte (Musée Militaire du Périgord).

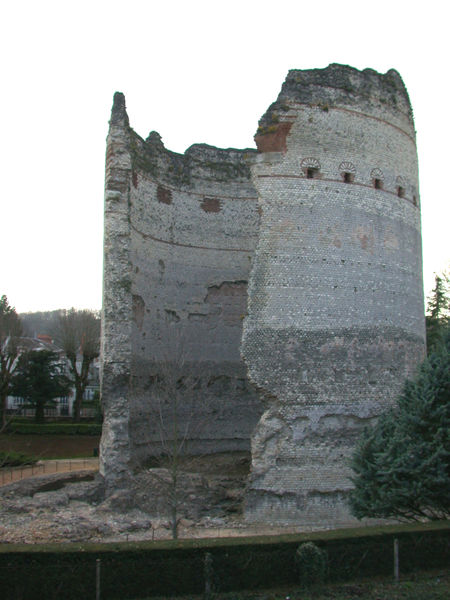
Vesunna-Turm
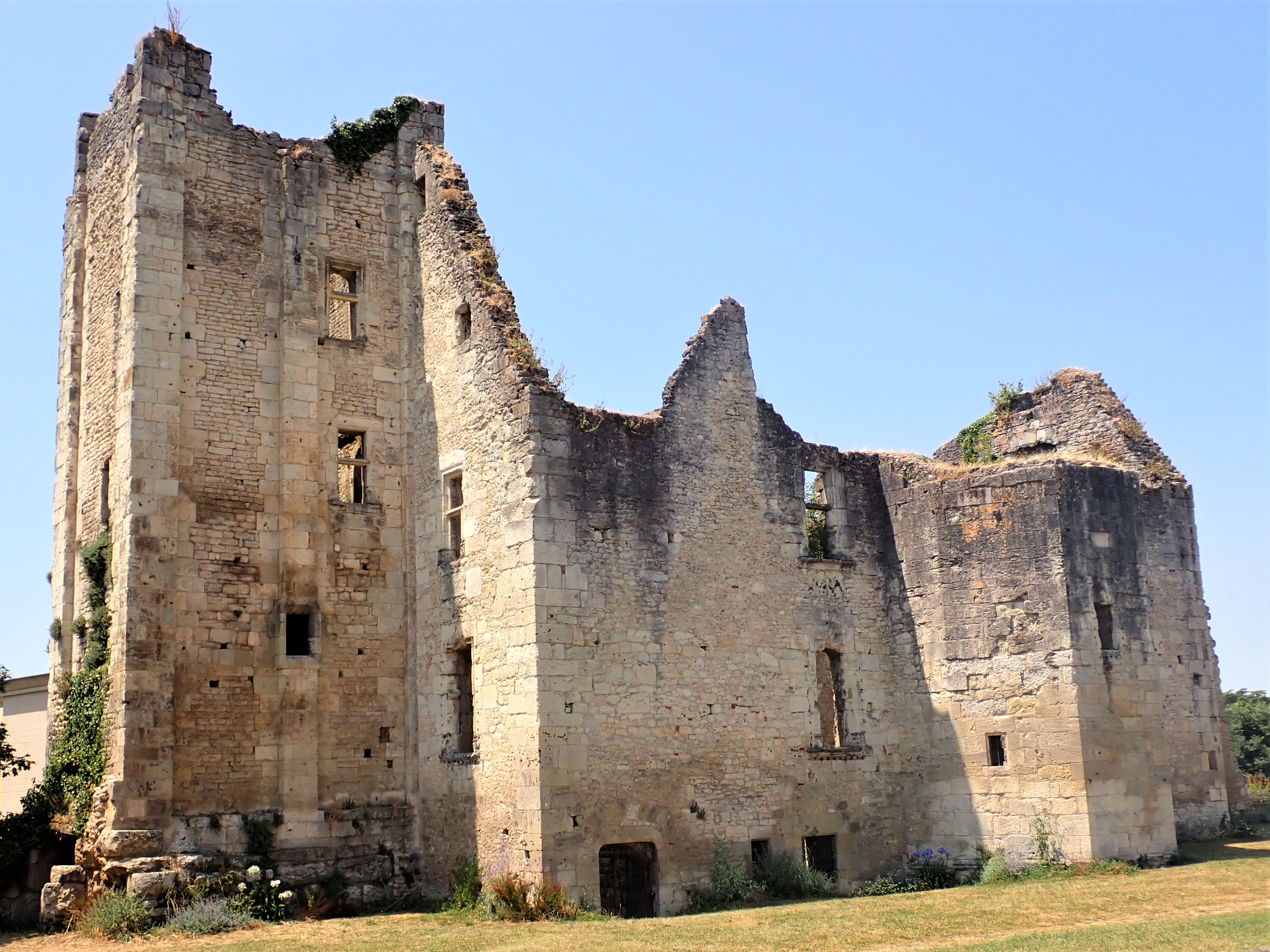
Ruine des Château Barriere
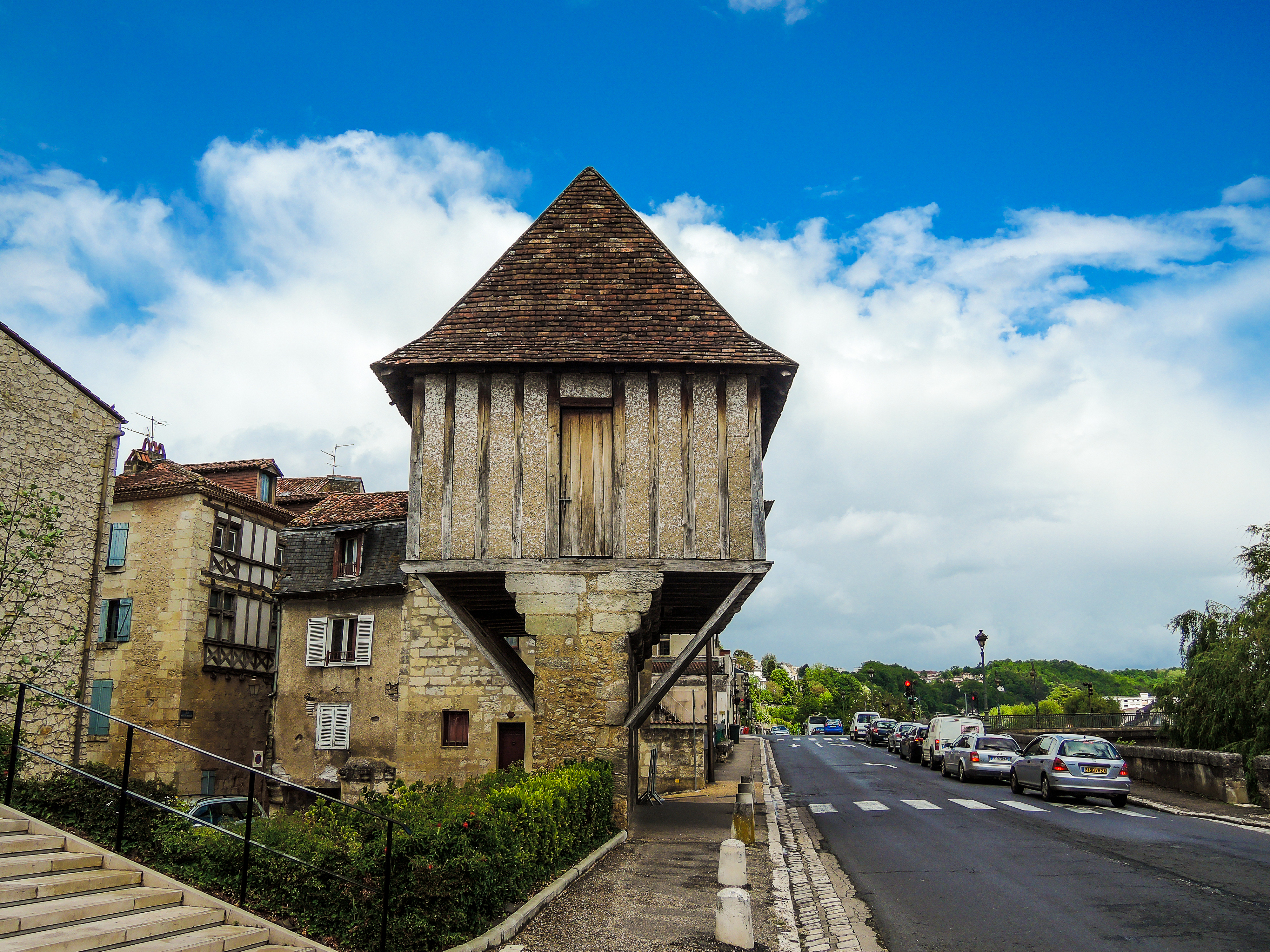
Eschif de Creyssac, ehemaliges Nachtwächterhaus
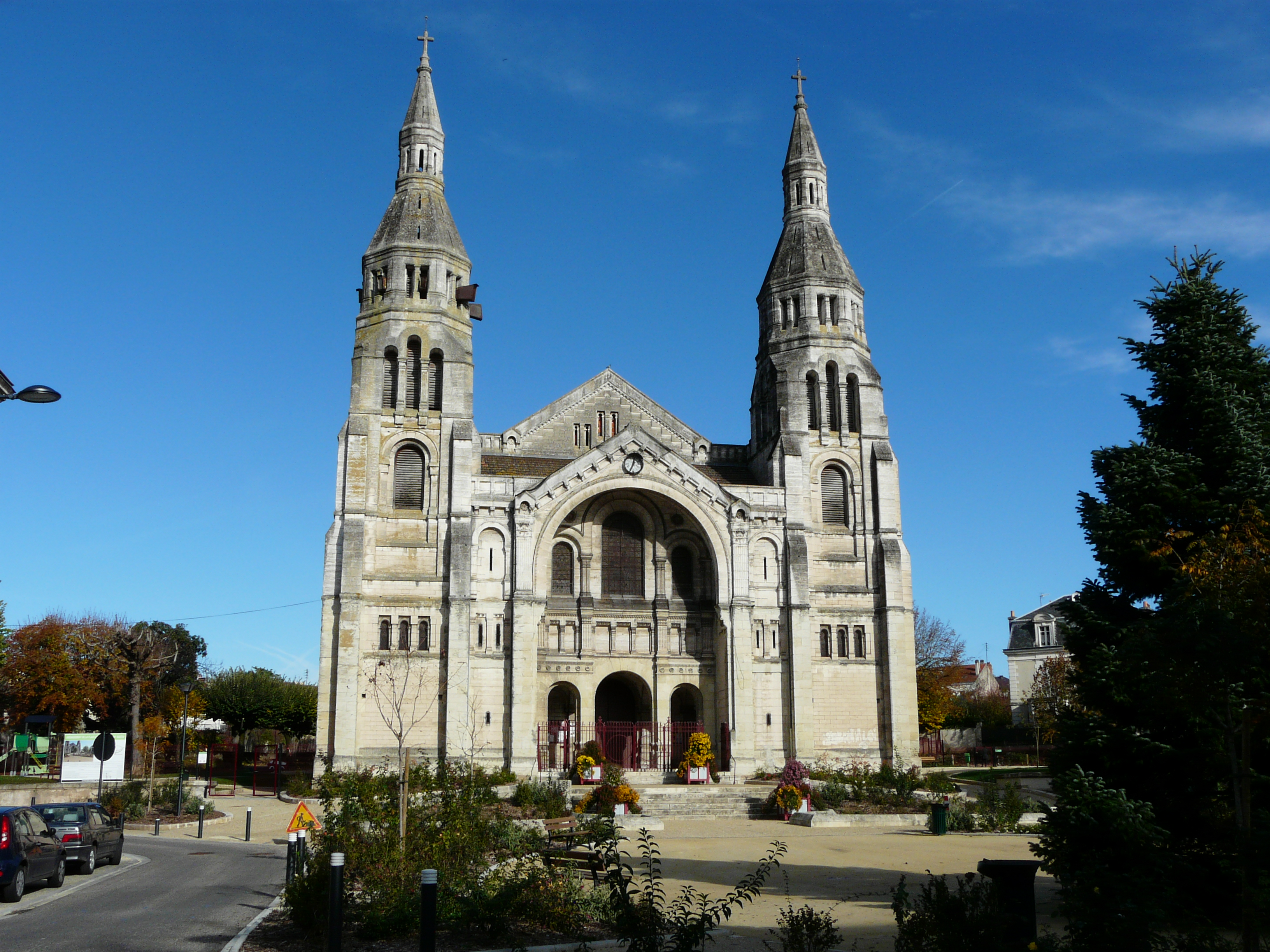
Kirche Saint-Martin

## Persönlichkeiten
- Henri Amouroux (1920–2007), Journalist und Schriftsteller
- Léon Bloy (1846–1917), Schriftsteller
- Georges Bégué (1911–1993), Officer der Special Operations Executive (SOE)
- Francine Benoît (1894–1990), französisch-portugiesische Musikerin, Musiklehrerin, Komponistin, Dirigentin und Musikkritikerin
- Édouard Bourdelle (1876–1960), Tierarzt, Zoologe und Zoodirektor
- Guillaume-Joseph Chaminade (1761–1850), Gründer der Gesellschaft Mariä (Marianisten)
- Lou Charmelle, bürgerlich Sofia Querry, (* 1983), ehemalige Pornodarstellerin
- Pierre Daumesnil (1776–1832), General
- François Dubet (1946), Soziologe
- Julien Dupuy (* 1983), Rugbyspieler
- Simon Elisor (* 1999), französisch-guadeloupischer Fußballspieler
- Paul Faure (1878–1960), sozialistischer Politiker
- Léon Pierre Félix (1869–1940), Genremaler und Kunstpädagoge
- Jean Frédéric Frenet (1816–1900), Mathematiker, Astronom und Meteorologe
- Émile Goudeau (1849–1906), Journalist, Autor, Dichter und Mitgründer des Kabaretts Le Chat Noir
- Georges Goursat (1863–1934), unter dem Pseudonym „Sem“ bekannter Karikaturist
- Pierre-Paul Grassé (1895–1985), Zoologe und Entomologe. Er war Experte für Termiten.
- Daniel Kientzy (* 1951), Saxophonist
- Armelle Maguer (* 1967), Malerin und Kunstlehrerin
- Jean Murat (1888–1968), Schauspieler
- Patrick Ollier (* 1944), Politiker der UMP
- René Thomas (1886–1975), Automobilrennfahrer und Flugpionier

### Weitere Personen mit Beziehungen zur Stadt
- François Augiéras (1925–1971), Schriftsteller, verstarb in Perigueux
- Jean Carzou (1907–2000), französisch-armenischer Maler mit syrischer Herkunft, starb in dieser Stadt
- Christophe-Louis Légasse (1859–1931), französischer römisch-katholischer Bischof von Oran und von Périgueux

## Partnerstadt
- Amberg, Deutschland